# Therion ranti
Therion ranti är en stekelart som beskrevs av Porter 1999. Therion ranti ingår i släktet Therion och familjen brokparasitsteklar. Inga underarter finns listade i Catalogue of Life.